# Kokyū (Budō)
Kokyū (jap. 呼吸) bezeichnet die „Atmung“ und setzt sich zusammen aus ko („ausatmen“) und kyū („einatmen“).
Nach fernöstlicher Ansicht ist der Atem und das Ki (jap.) (= chin. Qi = innere Lebensenergien) gleichen Ursprungs. Genauer gesagt, ist der Atem eine wesentliche und besondere Form des Ki. Durch entsprechende Atemübungen kann das Ki beim Einatmen aufgenommen werden, im Halten des Atems gebunden und beim Ausatmen in den Körper und/oder Raum verteilt werden. In der westlichen Literatur über die Kampfkünste wird daher Kokyū-Nage (zu Unrecht aus Missverständnissen heraus) oft und gerne mit „Atemkraftwurf“ übersetzt. In der Realität handelt es sich jedoch beim Kokyū um das reine, natürliche, erfahrbare Atmen, und hat mit „Kraft“-Wurf nichts zu tun.

„Das Einatmen bindet und verbindet, im Festhalten des Atems geschieht das Rechte, und das Ausatmen lässt los, löst und vollendet, indem es alle Beschränkungen überwindet.“

## Übungen
- diverse Kokyū (= Atem-) und Gleichgewichts-Übungen
- diverse Hassei (= Stimmeinsatz-)Übungen
- Meditation: Seiza-(Mokusō) (= Stille-Meditation im Sitzen): hier: wesentlich: bewusstes Atmen bzw. die Atmung strömen lassen
- Kokyū-Doza (= Atem-Sitz am Boden, auch: Kokyū-Hō; Partner-Übungen in Sitzposition)
- diverse Kokyū-Nage (= Atem-Wurf). Partner-Übungen, welche in einem Wurf enden.

Das eigene Ki soll sich durch Bewegung und Atem-Rhythmus dem Ki des Partners / Gegners anpassen bzw. mit ihm verbinden (= Ai-Ki). Explizit wird es vor allem im Aikidō gelehrt, ist jedoch auch in anderen Budō-Sportarten, z. B. Judō oder Karatedō, fester Bestandteil der Praxis bzw. des Trainings. Eigentlich sollte es wesentlicher Bestandteil in allen Budō-Sportarten, so auch u. a. im Kendō, Nihongata und Iaidō sein.
Ein besonderes Problem der Budō-Sportarten in der westlichen Welt heute ist die Vernachlässigung bis hin zum Nicht-Praktizieren dieses wesentlichen Bestandteils. Die Budō-Sportarten werden auf (Kampf-)Sport reduziert, gerade dadurch steigt das Verletzungsrisiko enorm.